# Etnická čistka
Etnická čistka je systematické nucené odstraňování etnických, rasových a náboženských skupin z dané oblasti se záměrem učinit region etnicky homogenním. Spolu s přímým odstraněním, vyhlazením, deportací nebo přesunem obyvatelstva zahrnuje také nepřímé metody zaměřené na nucenou migraci donucením skupiny obětí k útěku a zabráněním jejímu návratu, jako jsou vraždy, znásilnění a ničení majetku.
I když etnické čistky nemají žádnou právní definici podle mezinárodního trestního práva, ale metody, kterými jsou prováděny, představují zločiny proti lidskosti a můžou také spadat pod Úmluvu o genocidě, 
Termín etnická čistka byl v akademickém diskursu přijat v devadesátých letech, a to i přesto, že byl původně užíván pachateli během Války v Jugoslávii, experti ho nyní užívají ve smyslu „systematického a násilného vysídlení nechtěných etnických skupin z daného území.“
Etnická čistka je nucená deportace nebo přesídlení obyvatelstva, zatímco genocida je úmyslná vražda části nebo všech příslušníků určité etnické, náboženské nebo národnostní skupiny. Někteří akademikové považují genocidu za poddruh „vražedné etnické čistky.“
Kritikové tohoto termínu poukazují na to, že etnická čistka nemá právní definici a jeho užívání v médiích může odvrátit pozornost od pojmů, které mohou být stíhány jako genocida.